# Sebastián Cancio
Sebastián Cancio (Junín, 4 de octubre de 1978 — Buenos Aires, 22 de febrero de 2015) fue un ciclista argentino campeón nacional argentino de pista en diez ocasiones, dos en la especialidad carrera por puntos, tres en Madison, dos en persecución por equipos, una en persecución individual y dos en scratch (carrera por puntos). En 2005 ganó la primera fecha del Campeonato del Mundo de ciclismo en pista (Moscú), en la carrera por puntos. Falleció el 22 de febrero de 2015 en el hospital Ramos Mejía tras un paro cardíaco por un cuadro de deshidratación e insolación durante su participación en la octogésima edición de la Vuelta a Bragado.

## Palmarés
- 2003
  - 2.º en 1.ª etapa Clásica del Oeste-Doble Bragado, Salto (ARG)
  - 1.º en el campeonato Argentino especialidad carrera por puntos, Córdoba (ARG)

- 2004
  - Campeón Panamericano, Pista, Persecución Individual, élite, San Carlos Tinaquillo
  - 3.º en Campeonatos Panamericanos, Pista, Carrera por puntos, Elite, San Carlos Tinaquillo
  - 1.º en 5.ª etapa Clásica del Oeste-Doble Bragado, Bragado (ARG)
  - 1.º en 7.ª etapa Clásica del Oeste-Doble Bragado, Caseros (ARG)
  - 2.º en Campeonato Nacional, Pista, Persecución, élite y sub-23, Argentina, Mar del Plata (ARG)
  - 1.º en Campeonato Nacional, Pista, Scratch, élite y sub-23, Argentina, Mar del Plata (ARG)
  - 2.º en Campeonato Nacional, Pista, Madison, élite y sub-23, Argentina, Mar del Plata (ARG)

- 2005
  - 1.º en Clasificación General Final Vuelta a Mendoza (ARG)
  - 3.º en 6.ª etapa parte A Clásica del Oeste-Doble Bragado (ARG)
  - 3.º en Clasificación General Final Clásica del Oeste-Doble Bragado (ARG)
  - 2.º en Campeonatos Panamericanos, Pista, Persecución por Equipos, Elite, Mar del Plata
  - 1.º fecha del Campeonato del Mundo de ciclismo Moscú, Carrera por Puntos (RUS)

- 2006
  - 3.º en 9.ª etapa Rutas de América, Trinidad (URU)
  - 3.º en 5.ª etapa Vuelta a Mendoza (ARG)
  - 3.º en 8.ª etapa Rutas de América, Durazno (URU)
  - 3.º en Clasificación General Final Rutas de América (URU)
  - 3.º en 1.ª etapa Volta de Ciclismo Internacional do Estado de São Paulo, São Paulo (BRA)
  - 3.º en 6.ª etapa Volta de Ciclismo Internacional do Estado de São Paulo, São José do Rio Preto (BRA)
  - 1.º en 100 km Capillenses (ARG)
  - 1.º en campeonato Argentino de pista especialidad Madison, San Luis (Arg)
  - 1.º en Campeonato Argentino de pista especialidad Scratch, San luis (Arg)
  - 1.º en Campeonato Argentino de pista especialidad persecución individual, San Luis (Arg)

- 2007
  - 3.º en 6.ª etapa parte b Clásica del Oeste-Doble Bragado, Bragado (ARG)
  - 3.º en 3.ª etapa Vuelta Ciclista del Uruguay, Tacuarembo (URU)
  - 2.º en 6.ª etapa parte a Vuelta Ciclista del Uruguay, Fray Bentos (URU)
  - 2.º en 6a etapa parte b Vuelta Ciclista del Uruguay (URU)
  - 2.º en Clasificación General Final Vuelta Ciclista del 
Uruguay (URU)
  - 1.º en campeonato Argentino de pista especialidad Madison, Mar del Plata (Arg)
  - 1.º en campeonato Argentino de pista especialidad Persecución por equipos, Mar del Plata (Arg)

- 2008
  - 2.º en 1.ª etapa Vuelta Leandro N. Alem, Alem (ARG)
  - 2.º en Clasificación General Final Vuelta Leandro N. Alem (ARG)
  - 1.º en Campeonato Argentino de pista especialidad persecución por equipos, Mendoza (Arg)

- 2009
  - 2.º en 2.ª etapa Clásica del Oeste-Doble Bragado, Chacabuco (ARG)
  - 1.º en 1.ª etapa Doble Viale, Viale (ARG)
  - 2.º en 3.ª etapa Doble Viale (ARG)
  - 2.º en Clasificación General Final Doble Viale (ARG)
  - 3.º en Clasificación General Final 500 Millas del Norte (URU)
  - 3.º en 5.ª etapa Vuelta al Valle, Allen (ARG)
  - 1.º en campeonato Argentino de pista especialidad Madison, San Luis (Arg)
  - 2.º en campeonato Argentino de pista especialidad Scratch, San Luis (Arg)

- 2010
  - 3.º en 2.ª etapa Clásica del Oeste-Doble Bragado, Chacabuco (ARG)
  - 2.º en 7.ª etapa Clásica del Oeste-Doble Bragado, Pablo Podestá (ARG)
  - 2.º en Clasificación General Final Clásica del Oeste-Doble Bragado (ARG)
  - 2.º en Juegos Odesur de Pista, Omnium, élite y sub-23, Medellín Colombia
  - 3.º en Juegos Odesur de Pista, scratch, élite y sub-23, Medellín Colombia
  - 1.° en 6.° Gran premio ciudad de Venado Tuerto
  - 1.º en Campeonato Nacional de Pista, Carrera por puntos, élite y sub-23, Mar del Plata, Argentina
  - 2.º en Campeonato Nacional de Pista, persecución individual, élite y sub-23, Mar del Plata, Argentina
  - 2.º en Campeonato Nacional de Pista, scratch, élite y sub-23, Mar del Plata, Argentina
  - 1.° en Campeonato Nacional de Pista, Omnium, élite y sub-23, Mar del Plata, Argentina